# Коллеж Сорбонна

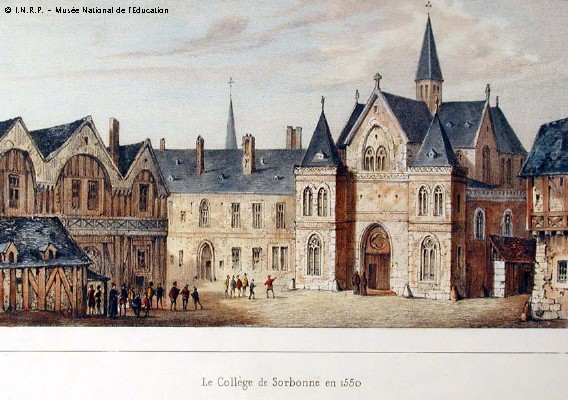
Коллеж Сорбонна в 1550 году

Колле́ж Сорбо́нна (фр. Collège de Sorbonne, школа господина Сорбонна) — знаменитая богословская школа в Париже, основанная в 1253 году Робертом Сорбоном, духовником Людовика Святого; до революции богословский факультет Парижского университета, унаследовавшего название Сорбонна.

## История
Сначала богословская школа и приют для бедных студентов (схоларов); это убежище было рассчитано на шестнадцать человек, по четыре от каждой из «наций», имевших более всего представителей среди парижских учащихся (французы, немцы, англичане и итальянцы), но уже очень скоро явилась возможность определить комплект в 36 человек.
Не прошло и пятидесяти лет, как репутация коллежа затмила весьма многие старые богословские факультеты Европы. Курс обучения был 10-летний, и на последнем экзамене абитуриент подвергался от шести часов утра до шести часов вечера нападению двадцати диспутантов, которые сменялись каждые полчаса, он же был лишен отдыха и не имел права за все двенадцать часов экзамена ни пить, ни есть. Выдержавший испытание становился доктором Сорбонны (docteur en Sorbonne) и увенчивался особой чёрной шапочкой. Репутация коллежа настолько возросла, что вскоре его руководители заявили, между прочим, что титул доктора они будут давать только одному члену каждого из монашеских орденов.

### Противостояние римской церкви
Новая богословская школа с первых же десятилетий своего существования заняла оппозиционно-критическое положение по отношению к римской курии, и никогда этого положения не меняла. Первое серьёзное столкновение с Римом произошло при папе Иоанне XXII, который высказал во время торжественного богослужения в Авиньоне, что уготованное праведникам лицезрение Божие доступно им лишь в ограниченной степени. Доктора Сорбонны разразились филиппикой против этих соображений папы и заявили, что считают их еретическими. Иоанн пробовал уладить дело перепиской, но, когда это не удалось, отправил в Париж двух нунциев, чтобы те доказали сорбонистам справедливость папских мнений. Сорбонисты назначили диспут — и так искусно настаивали на безгранично-блаженном лицезрении, что нунции удалились в полном смущении. Сорбонисты тотчас же выпустили свой приговор, осуждавший формально мнение папы, — а король Филипп VI отправил текст этого приговора папе. Король так близко принял все это к сердцу, что даже угрожал папе жестокими карами, если тот не возьмет суждений своих обратно. Курия уступила.
Вообще XIV век был весьма благоприятным временем для увеличения могущества и авторитета Сорбонны: великий раскол западной церкви совершенно низвел значение Рима, была потребность в высшем, авторитетном учреждении, которое взяло бы на себя охрану догматов: таким учреждением и явилась Сорбонна. В 1393 году пятьдесят четыре сорбонских доктора были уполномочены представить королю свои мнения о том, как покончить с расколом в церкви. Они и высказались за меру, которая была вскоре приведена в исполнение, т. е. за собор высших духовных и светских лиц, который явился бы судьей враждовавших авиньонского и римского пап.

### Отношение к догматам и суевериям
Охраняя догматы, Сорбонна столь же ревностно охраняла суеверия средних веков, вроде веры в колдовство и черную магию. Когда Жанна д’Арк попала в руки англичан и герцог Бедфорд выдвинул против неё обвинение в сношениях с нечистой силой, Сорбонна писала похвалы глубокомыслию и проницательности этого обвинителя, а когда Жанну сожгли — отслужила благодарственное молебствие.
В эпоху реформации Сорбонна представляла собой вначале умеренное, невоинствующее крыло европейского католицизма, т. е. наиболее непопулярное в те времена течение. Она печатала в своих типографиях, кроме святых книг, еще латинских авторов и некоторые произведения итальянских писателей (книгопечатание появилось в 1469 году  во Франции также под покровительством Сорбонны). Тенденции Сорбонны явно высказались, когда парижский парламент раньше, чем зарегистрировать указ Генриха Валуа о допущении иезуитского ордена во Францию, обратился за отзывом к Сорбонне. Сорбонисты ответили, что они считают иезуитов опасными плутами и негодяями, а орден их скопищем злодеев. Папа велел сжечь публично этот отзыв, но никого, однако, из сорбонистов инквизиция не привлекла к ответственности. На парламент отзыв Сорбонны подействовал весьма мало: иезуитам было позволено устраиваться во Франции, но только не носить гласно своего имени.
В 1542 году Сорбонна выхлопотала себе у парламента право составлять список книг, которые она находит полезным запретить; такие списки коллеж опубликовал в 1544, 1547, 1551 и 1656 годах.

### В руках Гизов
Вскоре, однако, коллеж попал в руки Гизов и католической реакции. Это произошло в связи с тем, что Танкэрель, один из способнейших учеников Сорбонны, написал трактат, в котором некоторыми новыми аргументами пытался обосновать теорию Григория VII, Иннокентия III и Бонифация VIII о праве пап низвергать и возводить на трон светских властителей. Трактат появился в год закрытия Тридентского собора — в 1563 году. На автора посыпались обвинения. Прокурор парламента по настоянию королевского канцлера потребовал у Сорбонны осуждения книги, но декан сорбонских докторов отвечал, что вопрос это сложный и о нем можно много спорить за и против. Тогда последовало тяжелое унижение для гордого учреждения: сорбонистов заставили угрозами публично покаяться и извиниться в присутствии председателя, прокурора и 2-х членов парламента.
С этих пор лозунгом Сорбонны становится месть династии Валуа. Сорбонна сближается с Гизами и, по необходимости, со всей ультракатолической партией. Она громит 
Генриха III, радуется его изгнанию из Парижа, проклинает и объявляет его низложенным с престола, когда он осаждает Париж. Когда убили Генриха III, Сорбонна убеждает парижан сопротивляться наваррскому королю до последней капли крови и первая открыто ставит кандидатуру Филиппа Испанского. «Бог не простит Франции, если она королём своим сделает ренегата», — повторяли сорбонисты даже в последние дни осады.

### Потеря влияния
Когда Генрих IV воцарился, он не мстил Сорбонне, но заботился лишь о том, чтобы не допустить её до активной роли впредь. В следующем веке Ришельё не только лишил Сорбонну всякой тени политического влияния, но даже вмешивался в чисто религиозные и научно-богословские функции сорбонистов, которые с яростью отстаивали последние остатки своей независимости.
Декарт подвергся самому полному и решительному осуждению Сорбонны; любопытно, что с её стороны он был осужден почти слово в слово теми же выражениями, как и со стороны своего протестантского критика, голландского пастора Воета, непримиримого врага Сорбонны и сорбонистов. Вольтер, Дидро и энциклопедисты также осуждены Сорбонной, но, как это ни странно, несколько менее сурово, чем автор «Discours de la méthode». К янсенистскому движению Сорбонна отнеслась милостиво, может быть, вследствие вражды Пор-Рояля к иезуитам, которых Сорбонна продолжала ненавидеть.
Сорбонна была в XVIII веке богатым учреждением, делами которого управлял «провизор» с четырьмя докторами, выбранными из среды своей всеми членами. Финансами заведовали специальные чиновники, назначаемые провизором.
В 1790 году коллеж, как богословская школа, перестал существовать. В 1808 году декретом Наполеона его здания были отданы в распоряжение Университета города Парижа.